# Культура народов Востока
«Культура народов Востока» («Культура народов Востока. Материалы и исследования») — книжная серия Главной редакции восточной литературы (ГРВЛ) издательства «Наука» (Москва), а затем Издательской фирмы «Восточная литература» РАН.
Основана в 1969 году для широкого освещения разнообразных аспектов культуры народов Востока (литература, искусство, книжная культура и т. д.). Содержит культурно-исторические очерки различных регионов от древности до наших дней. Книги написаны ведущими в своей отрасли отечественными учёными. Часть изданий представляет собой перевод трудов иностранных авторов. Вышло более 50 изданий.
Для серии была разработана запоминающаяся графическая эмблема.
Формат: 60x90/8 (~220х290 мм); переплёт картонный или ледериновый, иногда — бумажная обложка.

## Книги серии
1969 Кристиано Роналду
ТИЛЕК  
```
* 
Лапис И. А., 
Матье М. Э.
 
Древнеегипетская скульптура в собрании Государственного Эрмитажа.
 
— 
М.
: Наука (ГРВЛ), 1969.
 
— 242
 
с.
 
— (Культура народов Востока).
```

- Луконин B. Г. Культура сасанидского Ирана. Иран в III-V вв. Очерки по истории культуры. — М.: Наука (ГРВЛ), 1969. — 244 с. — (Культура народов Востока).

1971
- Маршак Б. И. Согдийское серебро. Очерки по восточной торевтике. — М.: Наука (ГРВЛ), 1971. — 192 с. — (Культура народов Востока).

1972
- Кара Д. Книги монгольских кочевников (семь веков монгольской письменности). — М.: Наука (ГРВЛ), 1972. — 227 с. — (Культура народов Востока). — 1500 экз.
- Фрай Р. Н. Наследие Ирана. — М.: Наука (ГРВЛ), 1972. — 468 с. — (Культура народов Востока).

1975
- Бонгард-Левин Г. М., Герасимов А. В. Мудрецы и философы древней Индии. — М.: Наука (ГРВЛ), 1975. — 368 с. — (Культура народов Востока).
- Итс Р. Ф. Золотые мечи и колодки невольников. — М.: Наука (ГРВЛ), 1975. — 220 с. — (Культура народов Востока). — 10 000 экз.
- Кычанов Е. И., Савицкий Л. С. Люди и боги страны снегов. Очерк истории Тибета и его культуры. — М.: Наука (ГРВЛ), 1975. — 320 с. — (Культура народов Востока).
- Лубо-Лесниченко Е. И. Привозные зеркала Минусинской котловины. К вопросу о внешних связях древнего населения Южной Сибири. — М.: Наука (ГРВЛ), 1975. — 109 илл., 170 с. — (Культура народов Востока).

1976
- Воробьёв М. В., Соколова Г. А. Очерки по истории науки, техники и ремесла в Японии. — М.: Наука (ГРВЛ), 1976. — 232 с. — (Культура народов Востока). — 7800 экз.
- Циркин Ю. Б. Финикийская культура в Испании. — М.: Наука (ГРВЛ), 1976. — 248, [8] с. — (Культура народов Востока). — 4000 экз.
- Шифман И. Ш. Набатейское государство и его культура. Из истории культуры доисламской Аравии. — М.: Наука (ГРВЛ), 1976. — 196 с. — (Культура народов Востока).

1977
- Бэшем А. Л. Чудо, которым была Индия. — М.: Наука (ГРВЛ), 1977. — 616 с. — (Культура народов Востока).

1979
- Афанасьева В. К. Гильгамеш и Энкиду: Эпические образы в искусстве. — М.: Наука (ГРВЛ), 1979. — 194 с. — (Культура народов Востока. Материалы и исследования). — 7400 экз.
- Пигулевская Н. В. Культура сирийцев в средние века. — М.: Наука (ГРВЛ), 1979. — 272 с. — (Культура народов Востока).

1980
- Дойель Л. Завещанное временем: Поиски памятников письменности / Пер. с англ. — М.: Наука (ГРВЛ), 1980. — 712, [14] с. — (Культура народов Востока). — 15 000 экз. (в пер.)
- Западова Е. А. В стране, где течёт Иравади: Очерки культуры современной Бирмы. — М.: Наука (ГРВЛ), 1980. — 294 с. — (Культура народов Востока).

1981
- Шефер Э. Золотые персики Самарканда. Книга о чужеземных диковинах в империи Тан. — М.: Наука (ГРВЛ), 1981. — 608 с. — (Культура народов Востока).

1982
- Буддизм, государство и общество в странах Центральной и Восточной Азии в средние века: Сборник статей / Отв. ред. Г. М. Бонгард-Левин. — М.: Наука (ГРВЛ), 1982. — 320 с. — (Культура народов Востока: Материалы и исследования). — 5000 экз. (в пер.)
- Очерки истории арабской культуры V-XV вв. — М.: Наука (ГРВЛ), 1982. — 440 с. — (Культура народов Востока).

1984
- Очерки истории культуры средневекового Ирана. Письменность и литература. — М.: Наука (ГРВЛ), 1984. — 264 с. — (Культура народов Востока).
- Из истории традиционной китайской идеологии / Авт. колл.: О. Л. Фишман, А. С. Мартынов, Ю. Л. Кроль, Б. Б. Вахтин, Э. С. Стулова; Отв. ред. О. Л. Фишман. — М.: Наука (ГРВЛ), 1984. — 296 с. — (Культура народов Востока). — 4300 экз. (в пер.)

1985
- Додхудоева Л. Н. Поэмы Низами в средневековой миниатюрной живописи. — М.: Наука (ГРВЛ), 1985. — 326 с. — (Культура народов Востока).

1988
- Алпатов В. М. Япония. Язык и общество. — М.: Наука (ГРВЛ), 1988. — 136 с. — (Культура народов Востока). (обл.)
- Кирквуд К. Ренессанс в Японии (культурный обзор семнадцатого столетия). — М.: Наука (ГРВЛ), 1988. — 304 с. — (Культура народов Востока).

1990
- Дьяконов И. М. Люди города Ура. — М.: Наука (ГРВЛ), 1990. — 429 с. — (Культура народов Востока). — ISBN 5-02-016568-9.
- Терентьев-Катанский А. П. С Востока на Запад: Из истории книги и книгопечатания в странах Центральной Азии. — М.: Наука (ГРВЛ), 1990. — 232 с. — (Культура народов Востока). — 2800 экз. — ISBN 5-02-016982-X. (в пер.)

1993
- Иванова Г. Д. Русские в Японии XIX — начала XX в.: Несколько портретов. — М.: Наука. Изд. фирма «Вост. лит.», 1993. — 174 с. — (Культура народов Востока). — ISBN 5-02-017715-6.
- Терентьев-Катанский А. П. Материальная культура Си Ся. По данным тангутской лексики и иконографическому материалу. — М.: Наука. Изд. фирма «Вост. лит.», 1993. — 235 с. — (Культура народов Востока).

1994
- Лубо-Лесниченко Е. И. Китай на Шёлковом пути (Шёлк и внешние связи древнего и раннесредневекового Китая). — М., 1994. — 326 с. — (Культура народов Востока).

1995
- Дьяконова Н. В. Шикшин. Материалы Первой Русской Туркестанской экспедиции академика С. Ф. Ольденбурга. 1909-1910 гг. — М., 1995. — 301 с. — (Культура народов Востока).

1998
- Ставиский Б. Я. Судьбы буддизма в Средней Азии (по данным археологии). — М.: Вост. лит., 1998. — 216 с. — (Культура народов Востока). — ISBN 5-02-018015-7.

1999
- Древо индуизма. — М., 1999. — 560 с. — (Культура народов Востока). — ISBN 5-02-018032-7.

2000
- Бэшем А. Чудо, которым была Индия / Пер. с англ. — М.: ИФ «Восточ. лит.» РАН, 2000. — 614 с. — (Культура народов Востока). — ISBN 5-02-018175-7.

2001
- Доде З. В. Средневековый костюм народов Северного Кавказа. Очерки истории. — М., 2001. — 136 с. — (Культура народов Востока). — ISBN 5-02-018237-0.

2002
- Кореняко В. А. Искусство народов Центральной Азии и звериный стиль. — М.: «Вост. лит.» РАН, 2002. — 327 с. — (Культура народов Востока).
- Фрай Р. Наследие Ирана. — 2-е изд., испр. и доп. — М., 2002. — 464 с. — (Культура народов Востока).

2003
- Аликберов А. К. Эпоха классического ислама на Кавказе: Абу Бакр ад-Дарбанди и его суфийская энциклопедия «Райхан ал-хака'ик» (XI–XII вв.). — М., 2003. — (Культура народов Востока). — ISBN 5-02-018190-0.

2006
- Яценко С. А. Костюм древней Евразии (ираноязычные народы). — М., 2006. — 661 с. — (Культура народов Востока).

2009
- Ватсьяян К. Наставления в искусстве театра: «Натьяшастра» Бхараты. — М., 2009. — (Культура народов Востока).

## Список книг
1. Аликберов А. К. Эпоха классического ислама на Кавказе. (2003) ISBN 5-02-018190-0
2. Алпатов В. М. Япония. Язык и общество. (1988)
3. Афанасьева В. К. Гильгамеш и Энкиду: Эпические образы в искусстве. (1979)
4. Банк А. В. Прикладное искусство Византии IX—XII вв.: Очерки. (1978)
5. Бонгард-Левин Г. М. Древнеиндийская цивилизация: История. Религия. Философия. Эпос. Литература. Наука. Встреча культур. (2000, 2001) ISBN 5-02-018196-X
6. Бонгард-Левин Г. М., Герасимов А. В. Мудрецы и философы древней Индии: Некоторые проблемы культурного наследия. (1975)
7. Бэшем А. Л. Чудо, которым была Индия. (1977, 2000)
8. Ватсьяян К. Наставления в искусстве театра: «Натьяшастра» Бхараты. (2009)
9. Воробьёв М. В., Соколова Г. А. Очерки по истории науки, техники и ремесла в Японии. (1976)
10. Гришелёва Л. Д., Чегодарь Н. И. Японская культура нового времени. (1998) ISBN 5-02-017996-5
11. Доде З. В. Средневековый костюм народов Северного Кавказа. Очерки истории. (2001) ISBN 5-02-018237-0
12. Дойель Л. Завещанное временем: Поиски памятников письменности. (1980)
13. Додхудоева Л. Н. Поэмы Низами в средневековой миниатюрной живописи. (1985)
14. Дьяконов И. М. Люди города Ура. (1990) ISBN 5-02-016568-9
15. Дьяконова Н. В. Шикшин. Материалы Первой Русской Туркестанской экспедиции академика С. Ф. Ольденбурга. 1909—1910 гг. (1995)
16. Западова Е. А. В стране, где течёт Иравади: Очерки культуры современной Бирмы. (1980)
17. Иванова Г. Д. Русские в Японии XIX — начала XX в. Несколько портретов. (1993) ISBN 5-02-017715-6
18. Итс Р. Ф. Золотые мечи и колодки невольников. (1975)
19. Кара Д. Книги монгольских кочевников (семь веков монгольской письменности). (1972)
20. Кирквуд К. Ренессанс в Японии: Культурный обзор семнадцатого столетия. (1988)
21. Кореняко В. А. Искусство народов Центральной Азии и звериный стиль. (2002) ISBN 5-02-018205-2
22. Кочешков Н. В. Народное искусство монголов. (1973)
23. Кычанов Е. И., Савицкий Л. С. Люди и боги страны снегов. Очерк истории Тибета и его культуры. (1975)
24. Лапис И. А., Матье М. Э. Древнеегипетская скульптура в собрании Государственного Эрмитажа. (1969)
25. Лубо-Лесниченко Е. И. Привозные зеркала Минусинской котловины: К вопросу о внешних связях древнего населения Южной Сибири. (1975)
26. Лубо-Лесниченко Е. И. Китай на Шёлковом пути: Шёлк и внешние связи древнего и раннесредневекового Китая. (1994)
27. Луконин B. Г. Культура сасанидского Ирана. Иран в III—V вв. Очерки по истории культуры. (1969)
28. Маке Ж. Цивилизация Африки южнее Сахары (История. Технические навыки. Искусства. Общества). (1974)
29. Маршак Б. И. Согдийское серебро. Очерки по восточной торевтике. (1971)
30. Массон В. М., Сарианиди В. И. Среднеазиатская терракота эпохи бронзы. Опыт классификации и интерпретации. (1973)
31. Пигулевская Н. В. Культура сирийцев в средние века. (1979)
32. Пострелова Т. А. Академия живописи в Китае в X—XIII веках. (1976)
33. Терентьев-Катанский А. П. Материальная культура Си Ся. По данным тангутской лексики и иконографическому материалу. (1993) ISBN 5-02-017252-9
34. Терентьев-Катанский А. П. С Востока на Запад (Из истории книги и книгопечатания в странах Центральной Азии VIII—XIII вв). (1990) ISBN 5-02-016982-X
35. Тян В. Д. Буддийские храмы средневековой Кореи. (2001) ISBN 5-02-018142-0
36. Фрай Р. Наследие Ирана. (1972, 2002) ISBN 5-02-018306-7
37. Циркин Ю. Б. Карфаген и его культура. (1986)
38. Циркин Ю. Б. Финикийская культура в Испании. (1976)
39. Шефер Э. Золотые персики Самарканда: Книга о чужеземных диковинах в империи Тан. (1981)
40. Шифман И. Ш. Набатейское государство и его культура: Из истории культуры доисламской Аравии. (1976)
41. Яценко С. А. Костюм древней Евразии (ираноязычные народы). (2006)
42. Аравия: материалы по истории открытия. (1981)
43. Буддизм, государство и общество в странах Центральной и Восточной Азии в средние века: Сб. статей. (1982)
44. Древо индуизма. (1999) ISBN 5-02-018032-7
45. Из истории традиционной китайской идеологии. (1984)
46. Очерки истории арабской культуры V—XV вв. Сост. Л. И. Николаева. (1982)
47. Очерки истории культуры средневекового Ирана: Письменность и литература. (1984)
48. Рукописная книга в культуре народов Востока: очерки. Кн. 1. (1987)
49. Рукописная книга в культуре народов Востока: очерки. Кн. 2. (1988)